# Nuoto ai Giochi della XXXI Olimpiade - 200 metri misti femminili
La gara dei 200 metri misti femminili dei Giochi della XXXI Olimpiade si è svolta l'8 e il 9 agosto 2016.

## Record
Prima della competizione, i record olimpici e mondiali erano i seguenti:
| Record mondiale | 2'06"12 | Katinka Hosszú Ungheria | 3 agosto 2015 Kazan', Russia       |
| Record olimpico | 2'07"57 | Ye Shiwen Cina          | 31 luglio 2012 Londra, Regno Unito |

Durante l'evento sono stati migliorati i seguenti record:
| Data     | Evento   | Atleta         | Nazione  | Tempo   | Record          |
| -------- | -------- | -------------- | -------- | ------- | --------------- |
| 8 agosto | Batteria | Katinka Hosszú | Ungheria | 2'07"45 | Record olimpico |
| 9 agosto | Finale   | Katinka Hosszú | Ungheria | 2'06"58 | Record olimpico |

## Risultati

### Batterie
| Posizione | Batteria | Corsia | Nome                      | Nazionalità   | Tempo   | Note |
| --------- | -------- | ------ | ------------------------- | ------------- | ------- | ---- |
| 1         | 5        | 4      | Katinka Hosszú            | Ungheria      | 2:07.45 | Q,   |
| 2         | 4        | 4      | Siobhan-Marie O'Connor    | Regno Unito   | 2:08.44 | Q    |
| 3         | 4        | 3      | Melanie Margalis          | Stati Uniti   | 2:09.62 | Q    |
| 4         | 3        | 4      | Maya DiRado               | Stati Uniti   | 2:10.24 | Q    |
| 5         | 4        | 5      | Miho Teramura             | Giappone      | 2:10.34 | Q    |
| 6         | 3        | 5      | Alicia Coutts             | Australia     | 2:10.52 | Q    |
| 7         | 3        | 6      | Ye Shiwen                 | Cina          | 2:10.56 | Q    |
| 8         | 5        | 3      | Sydney Pickrem            | Canada        | 2:11.06 | Q    |
| 9         | 5        | 6      | Zsuzsanna Jakabos         | Ungheria      | 2:11.69 | Q    |
| 10        | 2        | 2      | Kim Seo-yeong             | Corea del Sud | 2:11.75 | Q    |
| 11        | 5        | 7      | Runa Imai                 | Giappone      | 2:11.78 | Q    |
| 12        | 3        | 3      | Hannah Miley              | Regno Unito   | 2:11.84 | Q    |
| 13        | 5        | 2      | Alexandra Wenk            | Germania      | 2:12.46 | Q    |
| 14        | 4        | 1      | Erika Seltenreich-Hodgson | Canada        | 2:12.56 | Q    |
| 15        | 4        | 2      | Mireia Belmonte Garcia    | Spagna        | 2:12.58 | Q    |
| 16        | 5        | 5      | Viktoriya Andreeva        | Russia        | 2:13.01 | Q    |
| 17        | 4        | 6      | Kotuku Ngawati            | Australia     | 2:13.05 |      |
| 18        | 5        | 1      | Joanna Maranhão           | Brasile       | 2:13.06 |      |
| 19        | 2        | 4      | Maria Ugolkova            | Svizzera      | 2:13.77 |      |
| 20        | 2        | 8      | Stina Gardell             | Svezia        | 2:14.41 |      |
| 21        | 3        | 2      | Barbora Závadová          | Rep. Ceca     | 2:14.45 |      |
| 22        | 2        | 3      | Luisa Trombetti           | Italia        | 2:14:66 |      |
| 23        | 4        | 7      | Zhou Min                  | Cina          | 2:14.81 |      |
| 24        | 2        | 7      | África Zamorano           | Spagna        | 2:14.87 |      |
| 25        | 1        | 2      | Tanja Kylliäinen          | Finlandia     | 2:14.97 |      |
| 26        | 4        | 8      | Lisa Zaiser               | Austria       | 2:15.23 |      |
| 27        | 1        | 8      | Anja Crevar               | Serbia        | 2:15.33 |      |
| 28        | 5        | 8      | Sara Franceschi           | Italia        | 2:15.61 |      |
| 29        | 2        | 5      | Louise Hansson            | Svezia        | 2:15.66 |      |
| 30        | 1        | 5      | Fantine Lesaffre          | Francia       | 2:15.71 |      |
| 30        | 3        | 8      | Lena Kreundl              | Austria       | 2:15.71 |      |
| 32        | 1        | 4      | Nam Yoo-sun               | Corea del Sud | 2:16.11 |      |
| 33        | 3        | 7      | Nguyễn Thị Ánh Viên       | Vietnam       | 2:16.20 |      |
| 34        | 1        | 3      | Marrit Steenbergen        | Paesi Bassi   | 2:16.59 |      |
| 35        | 1        | 1      | Victoria Kaminskaya       | Portogallo    | 2:16.78 |      |
| 36        | 1        | 6      | Simona Baumrtová          | Rep. Ceca     | 2:17.21 |      |
| 37        | 2        | 1      | Virginia Bardach          | Argentina     | 2:17.94 |      |
| 38        | 3        | 1      | Ranohon Amanova           | Uzbekistan    | 2:18.97 |      |
| 39        | 1        | 7      | Katarzyna Baranowska      | Polonia       | 2:19.03 |      |
|           | 2        | 6      | Siobhán Haughey           | Hong Kong     |         | DNS  |

### Semifinali
| Posizione | Semifinale | Corsia | Nome                      | Nazionalità   | Tempo   | Note |
| --------- | ---------- | ------ | ------------------------- | ------------- | ------- | ---- |
| 1         | 1          | 4      | Siobhan-Marie O'Connor    | Regno Unito   | 2:07.57 | Q    |
| 2         | 2          | 4      | Katinka Hosszú            | Ungheria      | 2:08.13 | Q    |
| 3         | 1          | 5      | Maya DiRado               | Stati Uniti   | 2:08.91 | Q    |
| 4         | 2          | 6      | Ye Shiwen                 | Cina          | 2:09.33 | Q    |
| 5         | 2          | 5      | Melanie Margalis          | Stati Uniti   | 2:10.10 | Q    |
| 6         | 1          | 3      | Alicia Coutts             | Australia     | 2:10.35 | Q    |
| 7         | 1          | 6      | Sydney Pickrem            | Canada        | 2:10.57 | Q    |
| 8         | 1          | 8      | Viktoriya Andreeva        | Russia        | 2:10.87 | Q    |
| 9         | 2          | 3      | Miho Teramura             | Giappone      | 2:11.03 |      |
| 10        | 2          | 2      | Zsuzsanna Jakabos         | Ungheria      | 2:12.05 |      |
| 11        | 2          | 1      | Alexandra Wenk            | Germania      | 2:12.13 |      |
| 12        | 1          | 2      | Kim Seo-yeong             | Corea del Sud | 2:12.15 |      |
| 12        | 1          | 7      | Hannah Miley              | Regno Unito   | 2:12.15 |      |
| 14        | 1          | 1      | Erika Seltenreich-Hodgson | Canada        | 2:12.25 |      |
| 15        | 2          | 7      | Runa Imai                 | Giappone      | 2:12.53 |      |
| 16        | 2          | 8      | Mireia Belmonte García    | Spagna        | 2:13.33 |      |

### Finale
| Posizione | Corsia | Nome                   | Nazionalità | Tempo   | Note            |
| --------- | ------ | ---------------------- | ----------- | ------- | --------------- |
| Oro       | 5      | Katinka Hosszú         | Ungheria    | 2:06.58 | Record olimpico |
| Argento   | 4      | Siobhan-Marie O'Connor | Regno Unito | 2:06.88 |                 |
| Bronzo    | 3      | Maya DiRado            | Stati Uniti | 2:08.79 |                 |
| 4         | 2      | Melanie Margalis       | Stati Uniti | 2:09.21 |                 |
| 5         | 7      | Alicia Coutts          | Australia   | 2:10.88 |                 |
| 6         | 1      | Sydney Pickrem         | Canada      | 2:11.22 |                 |
| 7         | 8      | Viktoriya Andreeva     | Russia      | 2:12.28 |                 |
| 8         | 6      | Ye Shiwen              | Cina        | 2:13.56 |                 |